# María Cangá
María Magda Cangá Valencia (ur. 27 września 1962, zm. 9 sierpnia 2023) – ekwadorska judoczka. Olimpijka z Barcelony 1992, gdzie zajęła szesnaste miejsce w wadze półciężkiej.
Wicemistrzyni igrzysk panamerykańskich w 1991; trzecia w 1987. Brązowa medalistka igrzysk Ameryki Południowej w 1994 roku.
Chorąża reprezentacji podczas ceremonii otwarcia igrzysk w 1992 roku.

## Letnie Igrzyska Olimpijskie 1992
| Konkurencja | Eliminacje                 | Klas. końcowa |
| Konkurencja | Przeciwnik I               | Miejsce       |
| ----------- | -------------------------- | ------------- |
| 72 kg       | Katarzyna Juszczak (POL) P | 16.           |